# Résolution 314 du Conseil de sécurité des Nations unies
Membres permanents
- Chine
- États-Unis
- France
- Royaume-Uni
- URSS

Membres non permanents
- Argentine
- Belgique
- Guinée
- Inde
- Italie
- Japon
- Panama
- Somalie
- Soudan
- Yougoslavie

Résolution no 313 Résolution no 315
La résolution 314 du Conseil de sécurité des Nations unies est adoptée à 13 voix et 2 abstentions lors de la 1 645e séance du Conseil de sécurité des Nations unies le 28 février 1972, préoccupé par le fait que certains États ne se conformaient pas à la résolution 253, le Conseil a décidé que les sanctions contre la Rhodésie du Sud énoncées dans la résolution 253 resteraient pleinement en vigueur. Il a également exhorté tous les États à appliquer pleinement la résolution 253 et a déclaré que toute législation adoptée ou tout acte pris par un État en vue de permettre l'importation de toute marchandise de Rhodésie du Sud entrant dans le champ d'application de la résolution 253 (le minerai de chrome a été spécifiquement mentionné) porterait atteinte aux sanctions et serait contraire aux obligations de l'État en vertu de la Charte des Nations unies.
Le Conseil a attiré l'attention de tous les Etats sur la nécessité d'une vigilance accrue dans l'application des dispositions et a demandé au Comité créé par l'article 253 de se réunir et de présenter, au plus tard le 15 avril, un rapport recommandant les moyens d'assurer l'application des sanctions et a demandé au secrétaire général de fournir toute l'assistance appropriée au Comité.
La résolution a été adoptée par 13 voix contre zéro, avec deux abstentions du Royaume-Uni et des États-Unis.

### Sources
- (en) Cet article est partiellement ou en totalité issu de l’article de Wikipédia en anglais intitulé « United Nations Security Council Resolution 314 » (voir la liste des auteurs).

### Texte
- Résolution 314 sur fr.wikisource.org
- Résolution 314 sur en.wikisource.org